# Farol da Ponta do Sinó
Der Farol da Ponta do Sinó (deutsch Leuchtturm am Kap Sinó, englisch Ponta do Sinó Lighthouse) ist ein Leuchtturm am südlichsten Punkt (Ponta da Sino) der Insel Sal im Norden des atlantischen Inselstaates Kap Verde.

## Architektur
Das Gebäude befindet sich etwa 2 km südwestlich von Santa Maria. Der Turm ist ein viereckiger, 9 m hoher Monolith aus Beton mit einer Außentreppe. Es steht ca. 2 m über dem Meeresspiegel. Die Feuerhöhe ist 11 m. Das Licht hat eine Reichweite von 8 sm. Die Charakteristik ist:Fl (2+1) W 15s.
Das ursprüngliche Gebäude wurde 1892 errichtet und 2014 erneuert.